# Pre-Creedence
Pre-Creedence è l'undicesimo album, nonché terza raccolta ufficiale, dei Creedence Clearwater Revival, pubblicato nel 1975 dalla Fantasy Records. L'album uscì dopo che il gruppo si era già sciolto e conteneva brani registrati sotto il nome The Golliwogs. Gli ultimi due, realizzati come singoli nel 1967, furono reincisi per il primo singolo a nome dei Creedence nel 1968.

## Tracce
1. Don't Tell Me No Lies
2. Little Girl (Does Your Mama Know)
3. Where You Been
4. You Came Walking
5. You Can't Be True
6. You Got Nothin' on Me
7. Brown-Eyed Girl
8. You Better Be Careful
9. Fight Fire
10. Fragile Child
11. Walking on the Water
12. You Better Get It Before It Gets You
13. Porterville
14. Call It Pretending

## Formazione
- John Fogerty - chitarra, voce
- Tom Fogerty - chitarra, voce
- Doug Clifford - batteria
- Stu Cook - basso, pianoforte